# Gli occhi dell'anima (film)
Gli occhi dell'anima (Pursued) è un film del 1934 diretto da Louis King

## Produzione
Il film fu prodotto da Sol M. Wurtzel per la Fox Film Corporation.

## Distribuzione
Distribuito dalla Fox Film Corporation, uscì nelle sale cinematografiche statunitensi il 24 agosto 1934 con il titolo originale Pursued. In Francia, il film fu distribuito il 27 giugno 1936 come La môme Mona. In Austria, prese il nome di Abenteuer in Borneo.